# Leonardo (rivista 1903)

Francobollo emesso nel centenario della nascita della rivista.

Il Leonardo è stata una rivista letteraria italiana degli inizi del Novecento. Fu pubblicata dal 4 gennaio 1903 all'agosto 1907, per 25 fascicoli complessivi.

## Storia
La rivista fu fondata a Firenze da Giovanni Papini e Giuseppe Prezzolini, insieme a Giovanni Costetti, Adolfo De Carolis, Alfredo Bona, Ernesto Macinai e Giuseppe Antonio Borgese. La sede fu in via di Porta Rossa n. 9, in una stanza presa in affitto in Palazzo Davanzati con l'autotassazione di dieci lire per ciascun collaboratore. Il primo numero fu stampato il 4 gennaio 1903 (copertina del N. 1). Nella copertina, sotto il titolo Leonardo appariva un'incisione di De Carolis, composta da una stella che sovrasta un'aquila in volo. La composizione era contornata da una cornice di fronde che riportava in basso, a sinistra, il motto leonardesco: "Non si volge chi a stella è fisso". Il titolo della rivista voleva celebrare Leonardo da Vinci, simbolo dell'unità dello spirito umano: scientifico, letterario e filosofico insieme. Tutti i collaboratori adottarono uno pseudonimo. Papini si firmò "Gian Falco", Prezzolini "Giuliano il Sofista". 
Un'altra questione dibattuta dagli intellettuali del Leonardo fu quella del necessario "risveglio della borghesia". La rivista prese di mira un certo mondo “passatista ed erudito” che Papini e Prezzolini puntarono a rovesciare. Fondamentali furono le indicazioni emerse dal "Programma sintetico" che apparve sul primo numero, uscito il 4 gennaio 1903. Nella sua primissima fase di vita – dal 4 gennaio al 10 maggio 1903 – fu influenzata dal pensiero di Nietzsche, dall'estetismo dannunziano, dal rinascente idealismo. Con la sua volontà di rinnovamento, la rivista cercò di aprire le porte della cultura italiana alle correnti più vive della filosofia dell'epoca e cercò di interpretare le esigenze religiose appena nate. Nel maggio 1903 avvenne la rottura tra Papini-Prezzolini da un lato e gli artisti e letterati dall'altro, che uscirono dalla rivista. La rivista venne sospesa.
Dopo una pausa di cinque mesi, le pubblicazioni ripresero nel novembre 1903. Papini pubblicò il saggio Morte e resurrezione della filosofia. Il dibattito filosofico, anche a livello internazionale, era incentrato all'epoca sul confronto tra positivisti e pragmatisti. Il Leonardo prese decisamente posizione dalla parte dei secondi. Prezzolini tracciò il profilo di due esponenti del pragmatismo non ancora conosciuti presso il pubblico italiano: il tedesco Ferdinand Schiller e lo statunitense William James. Intervennero mutamenti nel formato, che venne ridotto, e nella testata: Costetti disegnò un nuovo logo che sostituì quello di De Carolis. Nuovi collaboratori stabili furono Emilio Cecchi, Giovanni Vailati e Mario Calderoni. A partire dal 1906 crebbe l'attenzione di Papini e Prezzolini verso il fenomeno religioso, insieme al misticismo. Si chiesero, da laici, se si potesse trarre conforto o insegnamento dalla religione. Sulla rivista gli articoli di carattere mistico-religioso si moltiplicarono. 
In campo filosofico, la rivista polemizzava con Benedetto Croce e inneggiava ad Henri Bergson e William James. Quest'ultimo mostrò di apprezzarne le idee in una lettera indirizzata a Papini. Accanto al Leonardo, Papini e Prezzolini diedero vita alla "Biblioteca del Leonardo", collana costituita da nove volumetti scritti dagli stessi redattori della rivista e dai loro amici.
Dalle colonne del Leonardo Papini, venticinquenne, lanciò un appello a tutti i giovani italiani affinché cambiassero la nazione italiana, diventata "sorda", "cieca" e "vile". Solamente osando essere pazzi e abbattendo ogni retorica si poteva sperare di raggiungere tale scopo. L'appello suscitò molti commenti, tanto che per il resto dell'anno la metà della rivista fu riservata alle risposte alle osservazioni dei lettori. Nel 1907 Papini dichiarò sostanzialmente fallita la propria campagna. In agosto uscì l'ultimo numero della rivista. Il titolo dell'articolo d’apertura era inequivocabile: La fine. 
Un anno dopo, Papini e Prezzolini intrapresero una nuova avventura intellettuale fondando la rivista «La Voce».
"Un gruppo di giovini, desiderosi di liberazione, vogliosi di universalità, anelanti ad una superior vita intellettuale si sono raccolti in Firenze sotto il simbolico nome augurale di Leonardo per intensificare la propria esistenza, elevare il proprio pensiero, esaltare la propria arte. 
Nella VITA son pagani e individualisti - amanti della bellezza, dell'intelligenza, adoratori della profonda natura e della vita piena, nemici di ogni forma di pecorismo nazareno e di servitù plebea.
Nel PENSIERO son personalisti e idealisti, cioè superiori ad ogni sistema e ad ogni limite, convinti che ogni filosofia non è che un personal modo di vita - negatori di ogni altra esistenza di fuor dal pensiero.
Nell'ARTE amano la trasfigurazione ideale della vita e ne combattono le forme inferiori, aspirano alla bellezza come suggestiva figurazione e rivelazione di una vita profonda e serena.
Fra l'espressioni delle loro forze, de' loro entusiasmi e dei loro sdegni sarà un periodico intitolato LEONARDO che pubblicheranno in fascicoli di 8 pagine ornati d'incisioni lignee ed impressi con ogni cura."